# Репьевая
Репьевая, также Репьёвая — хутор в Александровском районе (муниципальном округе) Ставропольского края России.

## География
Расположен в пределах Ставропольской возвышенности, в балке Репьевка, пролегающей по левобережью Саблинского канала и теряющейся западнее населённого пункта Всадник. Протяжённость границ хутора — 626 м с севера на юг и 562 м с запада на восток.
Находится в 104 км к юго-востоку от краевого центра и в 20 км к юго-востоку от районного центра. Ближайшие населённые пункты — хутор Всадник (7,2 км), посёлки Малостепновский (7,3 км) и Новокавказский (7,9 км).

## История
По состоянию на 1941 год на территории современного хутора размещалось отделение Ставропольского военного конного завода (с 1948 года — Ставропольский конный завод № 170), выращивавшего лошадей для кавалерии:166. На тот период он носил название Репьевка № 1. К северо-западу от него располагалась Репьевка № 2 (позднее — Репьевая 2-я) — ещё одна из производственных точек конезавода. В 1973 году хутор Репьевая 2-я был упразднён по решению Ставропольского краевого совета.
После Великой Отечественной войны Ставропольский конный завод был передан в подчинение Министерства сельского хозяйства и в 1953 году преобразован в многоотраслевое предприятие:172. В 1950—1960 годах значительно расширились объёмы производимых им зерна и продуктов животноводства, развивалась социальная сфера:172. Завод имел 6 производственных подразделений, размещённых на хуторах Репьевая, Всадник, Дом Чабана (ныне — посёлок Малостепновский), Кавказский (упразднён в 1981 году), Ледохович и Средний (до 1965 года здесь находилась центральная усадьба предприятия). В каждом из этих населённых пунктов были построены клубы, детские сады, школы, столовые.
На 1 марта 1966 года хутор числился в составе сельсовета Конезавода № 170 с центром в хуторе Новокавказский:7, на 1 января 1983 года — в составе Новокавказского сельсовета:9.
К концу 1990-х годов в Репьевой насчитывалось более 20 жилых домов, в окрестностях располагались 3 овцеводческие товарные фермы, полевой стан, 3 силосные ямы, силосная башня, артезианский колодец.
До 16 марта 2020 года хутор Репьевая входил в упразднённый Новокавказский сельсовет.

## Население
| 1989 | 2002 | 2010 | 2014 | 2021 | 2023 |
| ---- | ---- | ---- | ---- | ---- | ---- |
| 235  | ↘189 | ↘35  | ↗60  | ↘4   | ↗74  |

По результатам Всероссийской переписи 2010 года в Репьевой значилось 35 человек, из них 16 мужчин (45,7 %) и 19 женщин (54,3 %).
На 1 января 2017 года, согласно сведениям районной администрации, численность населения посёлка составила 75 человек.
Национальный состав
По данным переписи 2002 года в национальной структуре населения русские составляли 59 %.

## Инфраструктура
Хутор расположен на землях сельскохозяйственного назначения, предназначенных для сельскохозяйственного производства. Вокруг находятся земельные участки, принадлежащие другим собственникам. С юго-западной стороны размещена овчарня, с северной — комплекс строений: зернохранилище, весовая будка, зерноток-навес. В Репьевой 2 улицы — Зелёная и Светлая.

## Транспорт
Транспортное сообщение только автомобильное. Ближайшие остановочные пункты по автобусным маршрутам регулярных перевозок находятся на хуторе Всадник (маршрут № 103 «с. Александровское — х. Всадник») и в посёлке Новокавказский (маршрут № 106 «с. Александровское — х. Средний»). Ближайшие аэропорт и железнодорожная станция расположены в городе Минеральные Воды. Ближайших водных портов нет.
Хутор Репьевая вместе с посёлком Малостепновский относятся к сельским населённым пунктам Александровского района, не имеющим связь по дорогам с твёрдым покрытием с сетью дорог общего пользования Ставропольского края.

## Связь
Населению доступны услуги сотовой связи, предоставляемые операторами «Билайн» (2G, 3G), «МегаФон» (2G), «МТС» (2G), «Yota» (2G).
Посёлок входит в перечень поселений (населённых пунктов) Ставропольского края с численностью населения менее трёх тысяч человек, в которых отсутствует точка доступа к информационно-телекоммуникационной сети «Интернет».
Ближайшее отделение почтовой связи находится на хуторе Всадник.